# 조지 브래들리

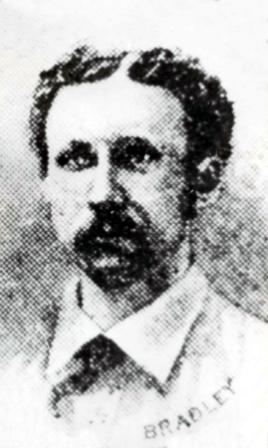

조지 브래들리(George Bradley, 1852년 7월 13일 ~ 1931년 10월 2일)는 투수와 내야수였던 미국의 프로 야구 선수이다. 별명은 그린(Grin)이다. 메이저 리그 베이스볼(MLB)에서 가장 오래 생존한 리그인 내셔널 리그 초기 몇년을 여러 팀을 위해 뛰었다. 선수 시절 그는 1.78미터 키에 79킬로그램을 기록했다.
야구 선수생활 이후 필라델피아 경찰관이 되었다.
1931년 10월 2일 필라델피아의 자신의 집에서 사망했다.